# The Gilded Lily (1935)
The Gilded Lily is een Amerikaanse romantische komedie uit 1935 onder regie van Wesley Ruggles. De film, die destijds niet in Nederland werd uitgebracht, was de eerste van zeven films waarin Claudette Colbert en Fred MacMurray de hoofdrol in speelden.

## Verhaal
Marilyn David is een stenograaf in New York die elke donderdag afspreekt met journalist Peter Dawes. Op een dag verklaart hij haar de liefde, maar Marilyn geeft toe dat ze hem slechts beschouwt als een vriend. Vlak daarna ontmoet ze een charmante Engelsman genaamd Charles Gray Granton, met wie ze op meerdere dates gaat. Ze heeft geen idee dat Charles de zoon van de hertog van Loamshire is en al is verloofd met een ander. Charles raakt smoorverliefd op Marilyn en vertrekt naar Engeland om zijn verloving te verbreken. 
Ondertussen heeft Peter van zijn baas vernomen dat de hertog van Loamshire zich al wekenlang incognito in New York bevindt. Op het moment dat Peter aan boord van het schip richting Engeland gaat, stuit Peter hem tegen het lijf en fotografeert hem. Hoewel Charles hem verzoekt de foto's te vernietigen, publiceert Peter kort daarop de foto's en onthult daarmee de identiteit van Charles. Marilyn, met een gebroken hart, bevestigt aan Peter dat deze man haar geliefde is. Peter, die gelooft dat Charles haar enkel heeft gebruikt, verzint een verhaal waarin de zoon van de hertog is afgewezen door een doodgewone vrouw in New York (Marilyn). Dit artikel ontketent een groot schandaal en krijgt veel media-aandacht. Marilyn is hiermee op slag de grootste sensatie van de stad.

## Rolverdeling
| Acteur            | Personage                           |
| ----------------- | ----------------------------------- |
| Claudette Colbert | Marilyn David                       |
| Fred MacMurray    | Peter Dawes                         |
| Ray Milland       | Charles Gray Granton                |
| C. Aubrey Smith   | Lloyd Granton, Hertog van Loamshire |
| Luis Alberni      | Nate                                |
| Edward Craven     | Eddie, de fotograaf                 |
| Donald Meek       | Hankerson                           |
| Claude King       | Kapitein                            |
| Charles Irwin     | Oscar, orkestleider                 |
| Forrester Harvey  | Eigenaar van motel                  |
| Edward Gargan     | Bewaker                             |
| Charles C. Wilson | Managing editor                     |
| Grace Bradley     | Daisy                               |

## Productie
De studio had moeite om een geschikte Engelse acteur vinden voor de rol van Charles Gray Granton. Een poging om Franchot Tone aan te stellen mislukte; Tone was destijds onder contract bij Metro-Goldwyn-Mayer en was kort daarvoor al uitgeleend aan Paramount voor de film The Lives of a Bengal Lancer (1935). Uiteindelijk werd Ray Milland gecast, een Welsh acteur.